# Saint-Brisson-sur-Loire
Saint-Brisson-sur-Loire ist eine französische Gemeinde mit 961 Einwohnern (Stand: 1. Januar 2022) im Département Loiret in der Region Centre-Val de Loire; sie gehört zum Arrondissement Montargis und zum Kanton Sully-sur-Loire. Die Einwohner werden Saint-Brissonnais genannt.

## Geographie
Saint-Brisson-sur-Loire liegt etwa 60 Kilometer ostsüdöstlich von Orléans an der Loire. Umgeben wird Saint-Brisson-sur-Loire von den Nachbargemeinden Briare im Norden und Osten, Saint-Firmin-sur-Loire im Süden und Osten, Autry-le-Châtel im Südwesten, Saint-Martin-sur-Ocre im Westen sowie Gien im Nordwesten.

## Bevölkerungsentwicklung
| 1962                       | 1968 | 1975 | 1982 | 1990 | 1999 | 2006 | 2018 |
| -------------------------- | ---- | ---- | ---- | ---- | ---- | ---- | ---- |
| 596                        | 631  | 622  | 930  | 1021 | 1001 | 1051 | 975  |
| Quellen: Cassini und INSEE |      |      |      |      |      |      |      |

## Sehenswürdigkeiten
- Menhir
- Kirche Saint-Pierre-et-Saint-Brice aus dem 12. Jahrhundert,  Umbauten aus dem 16. und 19. Jahrhundert, Monument historique seit 1849
- Schloss Saint-Brisson aus dem 13./14. Jahrhundert, Domäne, seit 1993 Monument historique
- Schloss Launay aus dem 15. Jahrhundert

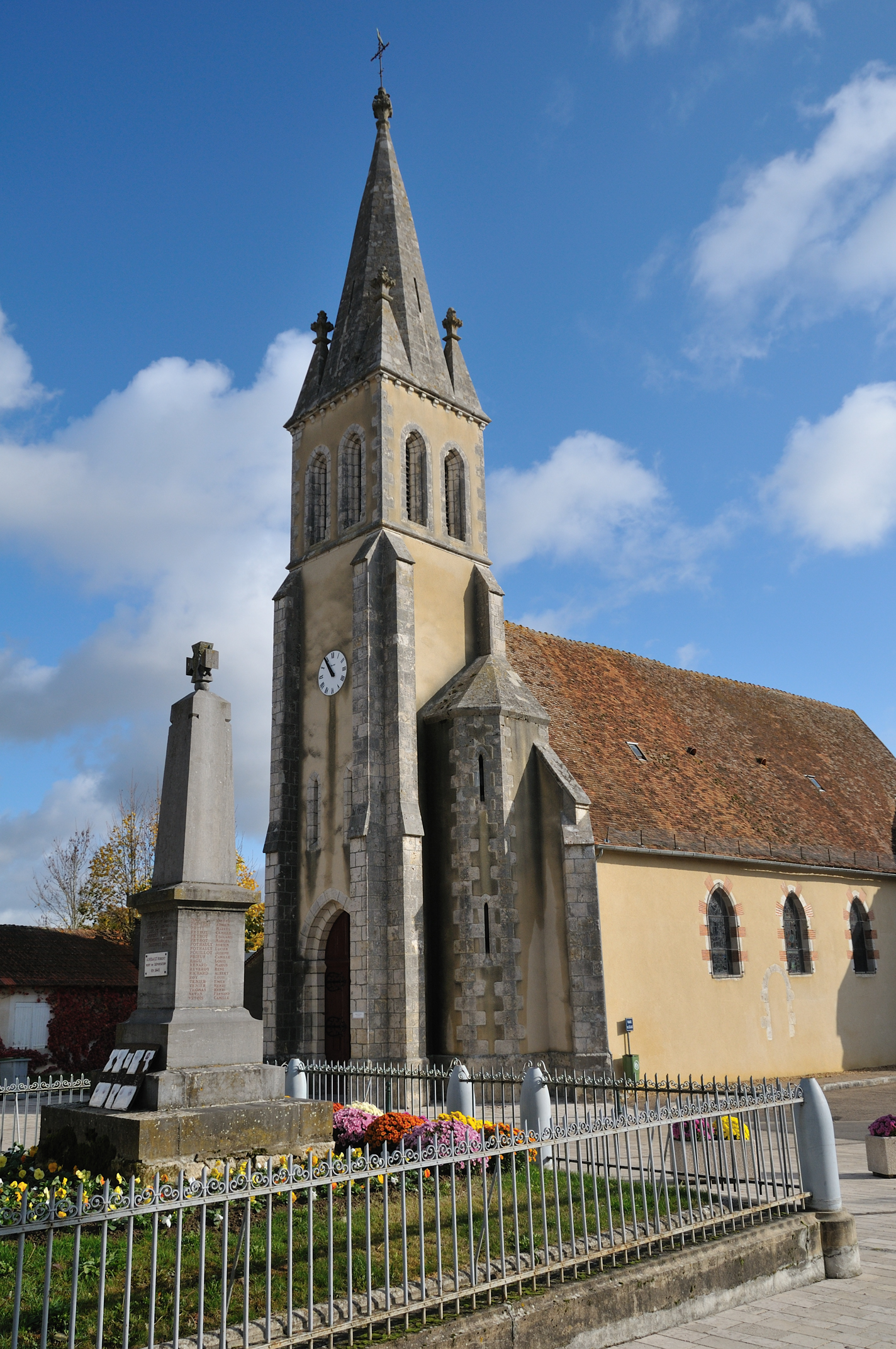
Kirche Saint-Pierre-et-Saint-Brice
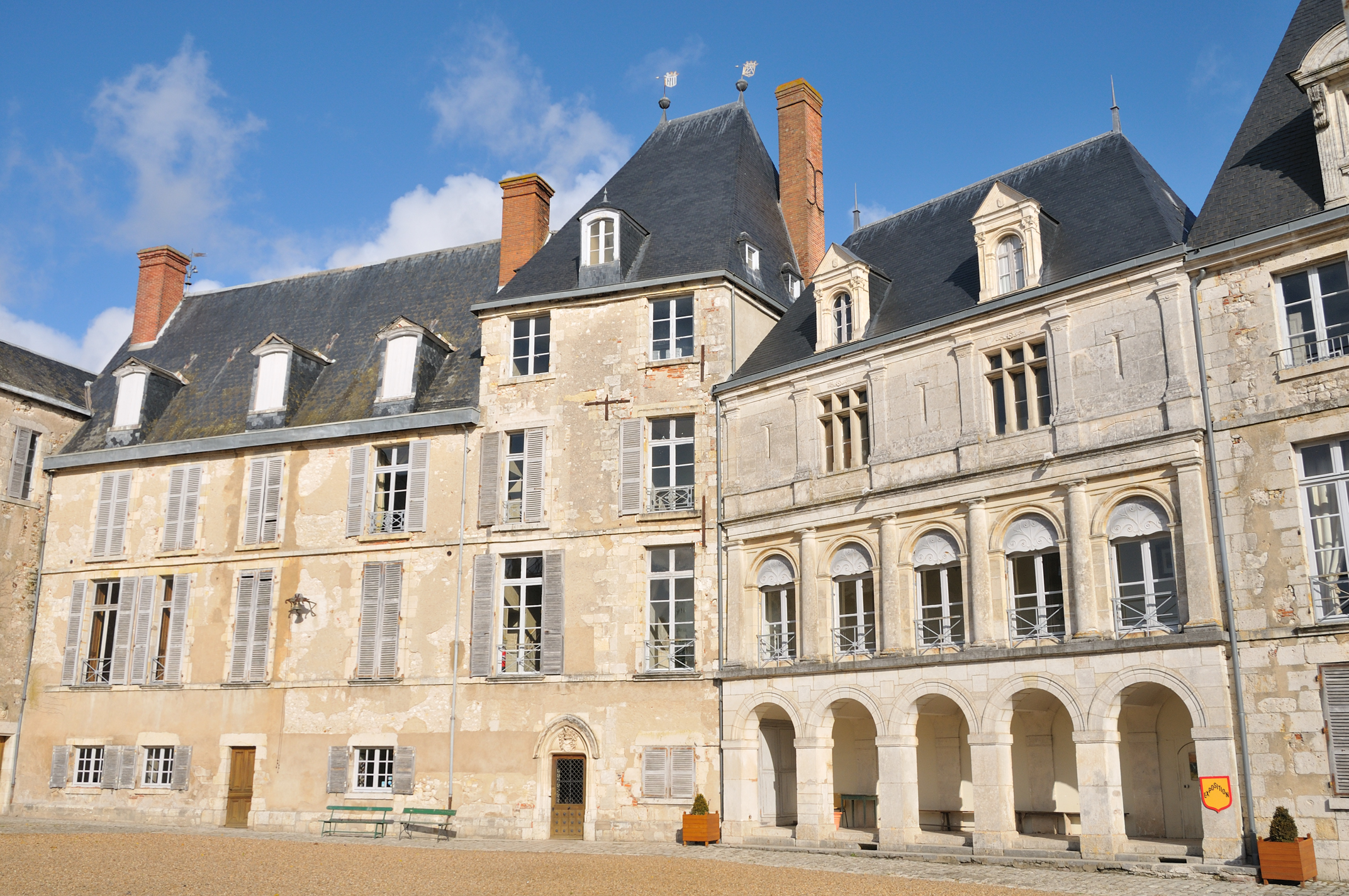
Schloss Saint-Brisson